# Володін В'ячеслав Вікторович
В'ячеслáв Ві́кторович Волóдін (рос. Вячеслав Викторович Володин; нар. 4 лютого 1964, Алєксєєвка, Хвалинський район, Саратовська область, РРФСР) — російський державний та політичний діяч. Голова Держдуми Федеральних зборів РФ VII скликання з 5 жовтня 2016 року. Член партії «Єдина Росія».
У минулому — перший заступник керівника Адміністрації Президента РФ. Керівник Апарату Уряду РФ — Заступник Голови Уряду РФ (2010—2011), перший заступник керівника Адміністрації Президента РФ (2011—2016).
Фігурант бази даних центру «Миротворець».

## Життєпис
Народився 4 лютого 1964 року у багатодітній родині. Батько — Віктор Володін, був капітаном річкового флоту, помер у віці 51 року. Після смерті батька виховувався вітчимом. Мати працювала вчителем початкових класів, потім стала підприємцем. Сестра — співробітник консалтингової фірми, брат — військовий пенсіонер. Всі вони, за твердженням самого Володіна, живуть в Саратовській області.
Після закінчення школи поступив вчитися в Саратовський інститут механізації сільського господарства (СИМСХ), який закінчив 1986 року.
В інституті займався громадською діяльністю: на молодших курсах працював у житлово-побутової комісії профкома.
- 1984—1988 — голова студентського профкому СИМСХ («інженер-механік»)[5][6]. Вступив у КПРС у 1985 році[6].
- 1986 — вступив у аспірантуру і захистив кандидатську дисертацію за темою «Розробка та обґрунтування параметрів вагового дозуючого пристрою стеблових кормів».[6][7].
- З 1986 року — на викладацькій роботі.
- У 1990 році обраний депутатом Саратовського міської ради.
- З 1992 року — заступник голови адміністрації Саратова.
- З 1994 року — заступник голови Саратовської обласної думи.
- У 1993—1996 роках працював проректором в Поволзькому кадровому центрі з 1995 року — Поволзька академія державної служби), був професором кафедри конституційного права ПАГС, завідувач кафедри державного і регіонального управління[6].
- 1995 — закінчив Російську академію державної служби при Президенті РФ, отримавши спеціальність юриста[6][8].

В 1996 році — віце-губернатор Саратовської області. Надалі пішов з державної служби й поїхав до Москви, де зайнявся бізнесом, а потім — партбудівництвом в русі «Вітчизна», який очолював Юрій Лужков.
У 1996 році в Санкт-Петербурзькому інституті МВС захистив дисертацію на здобуття наукового ступеня доктора юридичних наук за темою «Суб'єкт Російської Федерації: проблеми влади, законотворчості та управління». Автор понад 50 публікацій.
У 1999 році обраний депутатом Держдуми РФ III скликання від блоку «Вітчизна — вся Росія», заступник Євгена Примакова.
2001 — Примаков побував разом з Володіним в Кремлі, познайомив його з Путіним і відрядив на посаду нового лідера фракції ОВР.
На парламентських виборах 2003 року обраний в депутати Державної Думи четвертого скликання по одномандатному Балаковскому округу № 156, отримавши підтримку 82 % виборців, що прийшли на вибори. У Думі — заступник голови, перший заступник керівника фракції «Єдина Росія». З 2005 року — секретар президії генеральної ради партії «Єдина Росія».
- У 2007 році обраний депутатом Державної Думи V скликання.
- З 2009 року — завідувач кафедри державного будівництва факультету державного управління.
- З 2 лютого 2007 року по 21 жовтня 2010 року — заступник Голови Державної думи РФ V скликання. Секретар президії генеральної ради партії «Єдина Росія» (23 вересня 2011 року рішенням з'їзду партії виведений з президії).
- 21 жовтня 2010 — заступник голови Уряду — керівника апарату Уряду РФ після звільнення від посади Собяніна.
- 27 грудня 2011 року — перший заступник керівника адміністрації Президента РФ.
- На президентських виборах 2012 року брав участь у виборчій кампанії Путіна.
- 12 травня 2014 року потрапив під санкції Євросоюзу, США, Канади, Австралії і Швейцарії у зв'язку з підтримкою російсько-української війни[13].
- 22 квітня 2014 року Володін увійшов до складу наглядової ради Вищої школи економіки (ВШЕ) і очолив її[14].
- 15 червня 2015 року — голова наглядової ради товариства «Знання»[15].
- З 7 вересня 2015 року очолює робочу групу з регулювання діяльності НКО[16].

### Голова Державної Думи РФ

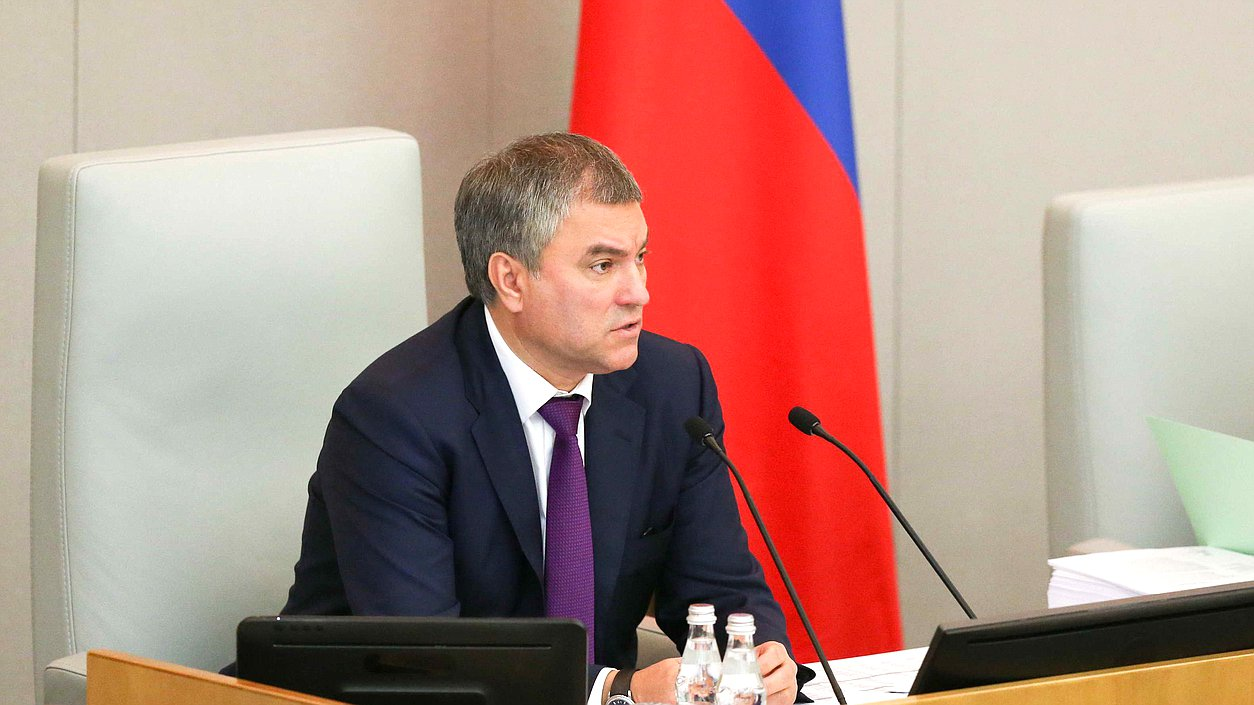
На засіданні в Держдумі РФ, 2018

За ініціативою Медведєва увійшов у список «Єдиної Росії» на виборах в Держдуму VII скликання, очоливши регіональну групу з Волгоградської, Пензенської, Саратовської і Тамбовської областей та за підсумками виборів став депутатом Держдуми. При цьому Володін не був учасником праймеріз «Єдиної Росії», що пройшли 22 травня 2016 року.
25 вересня 2016 року, на засіданні Вищої Ради і Генеральної Ради партії «Єдина Росія» затверджений кандидатом від партії на посаду голови Державної Думи VII скликання.
5 жовтня 2016 року обраний головою Державної Думи VII скликання отримавши 404 голоси з 450.
У жовтні 2016 року увійшов до трійки найвпливовіших політиків Росії (після Путіна і Медведєва) за рейтингом Центру політичних технологій.
24 листопада 2016 року обраний Головою Парламентської Асамблеї Договору про колективну безпеку.
26 грудня 2016 року обраний Головою Парламентських Зборів Союзу Білорусі й Росії.
22 січня 2017 року став одним з 19 членів бюро вищої ради партії «Єдиної Росії».
У 2017 році був співавтором закону про позбавлення громадянства РФ злочинців, які отримали паспорт не по народженню.
Дійсний державний радник Російської Федерації 1 класу (2012).
12 серпня 2018 року Володін заявив, що державні пенсії в Росії в майбутньому можуть бути скасовані.
Підтримав пенсійну реформу в Росії.
15 березня 2019-го на мітингу окупаційної влади, що святкувала пʼятиліття початку тимчасової окупації Криму, запропонував зобов'язати Україну «компенсувати Криму втрати за час анексії».
5 квітня 2019 року Володін запропонував допустити Держдуму до формування Уряду РФ.
26 квітня 2022 року, під час повномасштабного вторгнення РФ до України Володін вимагав визнати Україну "терористичною державою". Це сталося після того, як ФСБ і Путін заявили про затримання підозрюваних у нібито підготовці замаху на вбивство пропагандиста Володимира Соловйова.

## Санкції
За підтримку військової агресії щодо України на Володіна накладено санкції України (7 вересня 2022), США (11 березня 2022), Канади (28 квітня 2014), Австралії (10 червня 2020), Японії (3 березня 2022), Нової Зеландії (18 березня 2022) та ЄС.

### Розслідування
У грудні 2024 року суд в Україні визнав Володіна винним у безпосередній участі в підготовці повномасштабного вторгнення в Україну і заочно засудив його до 15 років позбавлення волі.